# Ulises Heureaux
Ulisses Hilarión Heureaux Lebert, més conegut com a Ulisses Heureaux àlies Lilís (San Felipe de Puerto Plata, 21 d'octubre de 1845-Moca, 26 de juliol de 1899), va ser un militar i polític dominicà. Va ser president en tres ocasions: de l'1 de setembre de 1882 a l'1 de setembre de 1884, entre el 6 de gener i el 27 de febrer de 1887, i novament des del 30 d'abril de 1889 fins al seu assassinat el 1899. El seu govern dictatorial va conduir el país a la fallida, situació que va provocar una forta inestabilitat política i va ser la causa principal de la posterior intervenció estatunidenca de 1916.